# Scotogramma inconcinna
Scotogramma inconcinna är en fjärilsart som beskrevs av Smith 1887. Scotogramma inconcinna ingår i släktet Scotogramma och familjen nattflyn. Inga underarter finns listade.